# Jenna Ushkowitz

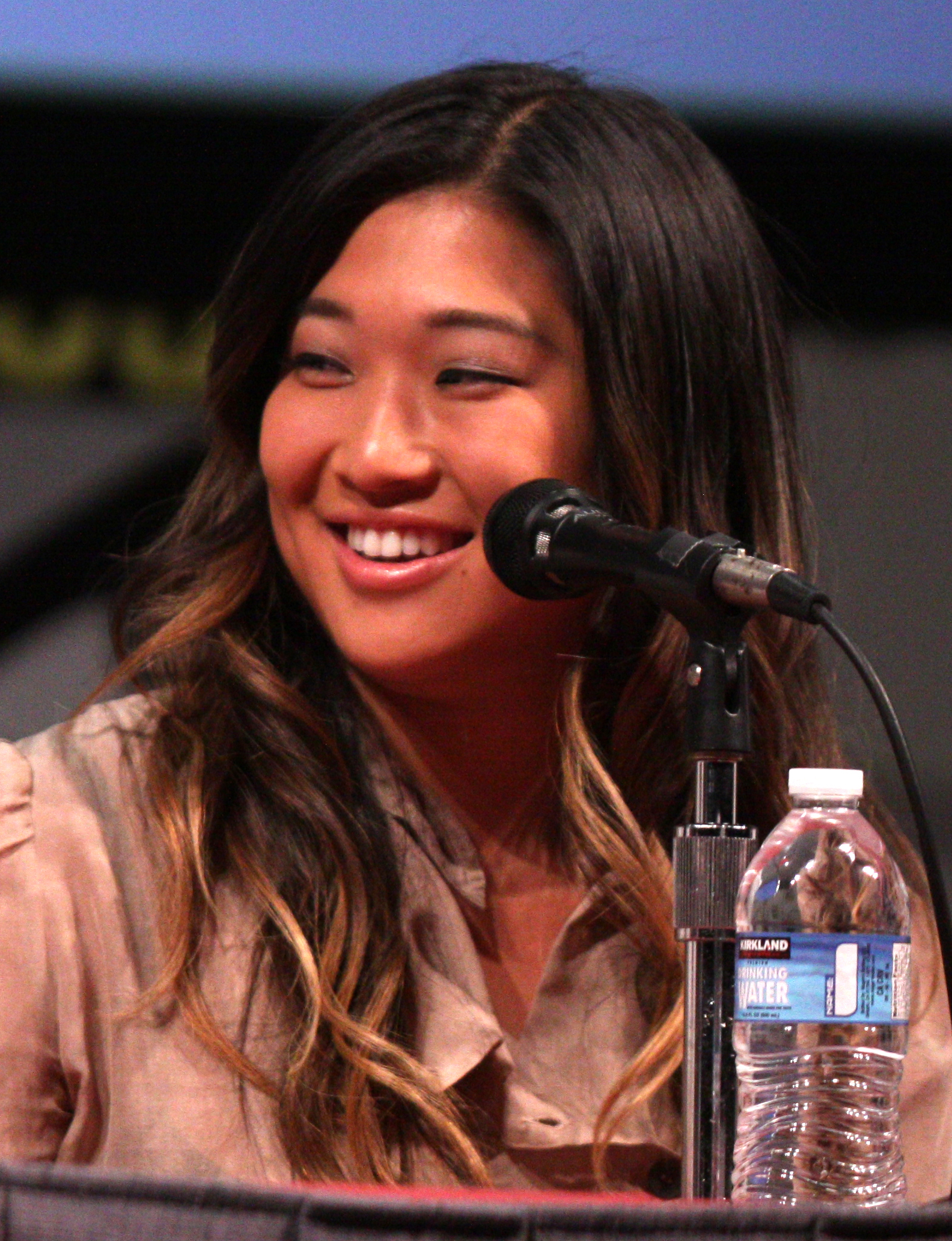
Jenna Ushkowitz (2011)

Jenna Noelle Ushkowitz (* 28. April 1986 in Seoul, Südkorea als Min Ji) ist eine amerikanische Schauspielerin, Sängerin und Produzentin asiatischer Herkunft. In der Fernsehserie Glee spielte sie die schüchterne, aber talentierte Tina Cohen-Chang.
Ushkowitz wurde in Seoul, Südkorea, geboren und im Alter von drei Monaten adoptiert. Sie wuchs in East Meadow, das zur Town of Hempstead im Nassau County (New York) gehört, auf. Bereits als kleines Kind war sie in Werbesendungen für Toys R Us, Burger King und Jell-O zu sehen. Mit drei Jahren trat sie in der Sesame Street auf. Während des Besuchs der Holy Trinity Diocesan High School, einer katholischen Schule in Hicksville, Long Island, trat sie in zahlreichen Musicals, darunter Les Misérables, auf. Ihr Broadway-Debüt hatte sie 1996 im Musical The King and I. Zu ihren weiteren Rollen gehörten Penny in Honk!, Inez in The Baker's Wife, Rotkäppchen in Into the Woods und Romaine Patterson in The Laramie Project. Ushkowitz besuchte das Marymount Manhattan College, das sie 2007 mit einem Bachelor of Arts in Theaterkunst abschloss.  2013 veröffentlichte sie ihre Autobiographie Choosing Glee.
Im Juli 2021 heiratete sie David Stanley in Los Angeles. Beide wurden im Juni 2022 Eltern einer Tochter.

## Filmografie
- 1988: Sesamstraße
- 1988: Jung und Leidenschaftlich – Wie das Leben so spielt
- 2007: Hotel Zack & Cody
- 2009–2015: Glee
- 2017: Yellow Fever
- 2017: Hello Again
- 2020: 1 Night in San Diego